# Carglass
Carglass és una marca comercial de reparació i substitució de vidres d'automòbils que pertany al grup Belron, filial del grup belga D'Ieteren .

## Ubicacions

### França

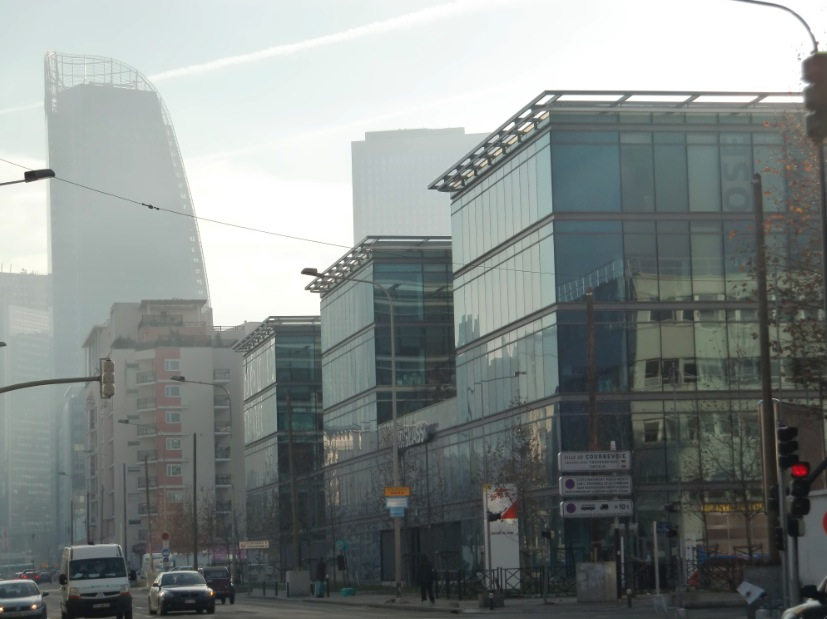
Seu de Carglass al nord de La Défense.

Carglass compta, a finals de desembre 2022, amb una plantilla de prop de 3.000 persones, més de 700 punts de reparació i més de 350 vehicles taller. La seu, a Courbevoie, inclou també un centre de reparació i substitució de vidres d'automòbil, així com la universitat corporativa del grup. L'any 2014, Carglass va crear el primer certificat de qualificació d'operador de vidre professional, reconegut pels professionals de l'automoció.
El centre de relacions amb els clients interns de Carglass es troba al Futuroscope Technopole a Viena (Nova Aquitània, França).
Des de l'any 2010 Carglass inverteix en un enfocament de Responsabilitat social corporativa, promovent la reparació de parabrises en lloc de la seva substitució, reciclant el 100% dels parabrises trencats i electrificant la seva flota de vehicles taller. L'empresa està certificada en ISO 9001, ISO 14001 i ISO 45001 i ha obtingut el segell Gold Ecovadis.

## Participació
Carglass pertany als següents accionistes: D'Ieteren Group, Clayton, Dubilier & Rice, Hellman & Friedman, GIC i BlackRock i la Direcció, els empleats i la família fundadora.